# Schistocerca damnifica
Schistocerca damnifica es una especie de saltamontes perteneciente a la familia Acrididae. Se encuentra en Colombia  y  América del Norte.